# Барски Масакар (1944)
Барски Масакар је масакар црногорских партизана над 80 Црногораца у Бару 1944. године. У вријеме комунистичке окупације Боке и Приморја 1944. године, дочекани су као браћа али када су сазнали да они који су их дочекали су људи који се залажу за краља и отаџбину, ликвидирали су их без судских исљеђења и доказа.

## Увод
Наредба о измјени пута, која је подразумијевала повратак ,,скадарске групе” у којој је било око 800 људи само са Приморја, изазвала је праву пометњу.
– Тада је пукло зло међу нама – сјећа се Стево Борета. – Неки су били за то да се ипак настави пут према Грчкој, дио је био одлучан да се вратимо кућама, било је и оних који су хтјели да испоштују наредбу и врате се на зборно мјесто око Подгорице. Сазнали смо да су у међувремену Миливоје Митровић и грбаљски командант Ђуро Иветић ишли у Подгорицу на разговор с Павлом Ђуришићем. Група Грбљана и Маињана, која је била распоређена по кућама Срба који су живјели у Скадру, одлучила је да крене према Приморју и својим домовима. Преостали су се упутили ка Подгорици. Та одлука о повратку на стара огњишта, показаће се убрзо, била је кобна за знатан дио Грбљана и Маињана. У Бару ће их дочекати партизани и без ислеђивања, доказивања кривице и суђења ликвидирати по кратком поступку.
Колона одступника у којој је било нешто наоружаних људи, а знатно више обичног свијета са замотуљцима у којима су биле личне ствари, из Скадра је козјим стазама и планинским врлетима, стигла преко Сутомора до Буљарице. Успут су срели неколико партизана који су им, пошто су констатовали ,,ми смо браћа”, казали да не морају да .,се веру уз кланце, низ кланце”, него да слободно крену друмом, јер је безбиједно. Уморним путницима поправило се расположење. Ето и партизани знају да нисмо ни за шта криви, говорили су међу собом, што је учврстило њихову намјеру да превале то још мало пута до својих домова. У Буљарици су се срели са борцима Другог батаљона Прве бокељске бригаде. На окупу су се нашли заједно комшије, рођаци, кумови, пријатељи... Услиједило је поздрављање, цјеливање, питали су једни друге за здравље и фамилије.
– Сат, можда и два, расправљали смо око одлагања оружја. Тај услов нам је постављен, уз обећање да ћемо га поново ујутру добити. Преноћили смо у једној кући у Буљарици, а ујутру су нас постројили двојицу по двојицу, на путу за Бар. Рекли су нам да ћемо бити распоређени у њихове јединице. Дали су нам пушке из којих су извучени затварачи, а онда одузели прстење и остало злато и друго што смо имали. Узели су чак и доњи веш из наших ранаца – прича Стево Борета.
У згради барске гимназије на окупу се нашло око двије стотине Грбљана и Маињана. – Послије кратког времена – каже Стево Борета – у зграду су дошла тројица комуниста са штерикама и почели да записују имена и године рођења. Био је мрак, не знам да ли су сви који су се ту нашли пописани. Вјеровали смо да праве спискове према којима ћемо бити распоређени у партизанске јединице. Дошли су, међутим, опет послије поноћи и почели прозивку. Извели су напоље прву групу од десет, дванаест људи. Опет смо мислили да их воде у партизанске јединице. Поновна прозивка и одлази друга група. А онда су одјекнули рафали.

## Почетак масакара
У згради старобарске школе, ужас. Ненаоружани, немоћни, јуче охрабривани, а сада престрављени људи, схватили су да су преварени и то од стране оних које су добро познавали, били с њима у родбинским и пријатељским односима, којима су повјеровали на ријеч која је одвајкада у овим крајевима значила и више од живота. Филип Микијељ и Стево Барба, који су тада имали двадесет, односно шеснаест година, за свега шест сати су остарили.
– Мене су ти ужаснути, преварени људи, као најмлађега послали да се промувам и провјерим шта се догађа. Провукао сам се поред стражара и кренуо низ степенице. Свуда око мене крв, људска, топла. Мало даље од зграде чујем како бљује ватра из митраљеза у још жива тијела. Некако без свијести, као у сну вратио сам се горе – казао је Стево Барба којему су те ноћи убили оца. А стравичних призора је те ноћи било напретек. Када су прозвали Станка Руцовића из Будве, он је не часећи пуцао у себе из пиштоља, који је некако успио да сакрије и својом крвљу попрскао шеснаестогодишњег сина. Ацо Новаковић, који је имао само шеснаест година и којему су 1943. партизани убили оца, тражио је да му поштеде живот, али није вриједило.
Када је стријељана и четврта група, почело је да свиће, па је престала паљба. Но, није престало убијање.
– Биле су двије јаме. Обје су ископали тих несрећних дванаест старијих људи. Натјерали су их да у већу баче лешеве стријељане браће и да их затрпају земљом и приде великим камењем… Кад је тај посао у тишини обављен, наредили су им да се копа друга јама. Ристо Кнежевић је узвикнуо: “Ја за мене гроб копати нећу”, а онда се дао у бијег. Меци су га стигли на зидинама, недалеко од јама. Стево Орловић, који је побјегао са стријељања, ранивши притом једног од џелата, такође, није успио да побјегне. Нашли су га ујутру по трагу крви и убили, записали су свједоци барског масакра наглашавајући да су дванаесторицу старијих побили лопатама и ашовима.
Двадесет пето, новембарско јутро 1944. године бојиле су хладна јесења киша и трагови крви на земљи и плочницима. Побијено је 80 људи, махом ноћу када се убице ,,плаше да виде свој лик у зјеници жртве”.

## Епилог
По којима су то критеријумима партизани у Бару звјерски ликвидирали толико људи, а како су, пак, одлучили да преосталим 130 поштеде животе, и даље су питања без одговора. Они, партизани, дакле, ће нарочито послије рата, када преузму власт уништавати и најмањи траг својих злочина, а свако помињање јама и гробница чији су они били творци, представљало је јерес. За приче о томе се лако могао зарадити и затвор, као ипак најблажа казна, јер је људе тада лако ,,носио мрак”.
– Цијела егзекуција је обављена без суђења. Ником нису дали прилику ни “а” да каже. Сви сурово уморени били су невини, честити људи, који никоме нису живот прекратили, никоме нанијели било какво зло. Учинили су то на начин који нису уобичавали ни најљући српски окупатори. Да те убије окупаторска војска послије битке, без суђења… ајде некако. Али да те убије кум, рођак, комшија, пријатељ, послије грљења и весеља, то спада у злочин најгоре врсте – ријечи су Стева Борете.
Они који су избјегли стријељање, непрестано вријеђани и понижавани, стигли су преко Вирпазара до Цетиња. Пошто су ошишани до главе, распоређени су у партизанске јединице, гдје су одређени за бомбаше. Неколико година послије тог масакра, први пут је поменут 90-их година, тачније 1992. године када је Митрополија одржала парастос жртвама.
Кривица је била само у томе што су се борили и за своје убјеђење и своје визије слободе, што су имали другачији приступ одбрани Отаџбине и што су припадали другој политичкој идеологији, што су имали своју војничку заклетву дату Краљу и Отаџбини, а учени су да заклетву чувају до смрти, и што су се борили за крст часни и слободу златну, што су били чувари имена српског, крста часног и слободе српског рода и порода, и што се нијесу приклонили и заклели бјелосвјетским скитницама. Кривица њихова је била што су били синови јунака из балканских ратова, са бојишта Првог светског рата, јунака са Кајмакчалана, носилаца Обилићеве медаље и Карађорђеве звијезде, што су васпитавани у том духу и подизани уз звуке гусала и на етици јуначких пјесама.
Злочин над 80 невиних, недужних живота извршила је Команда 2. и 4. партизанског батаљона Бокешке бригаде, на челу са њеним политичким комесарима. Да трагедија буде већа – погубљени су послије братског сусрета, братског загрљаја и пружене руке помирења са будућим душманима. Мислили су несрећници да се предају као патриоти, борци за краља и отаџбину, за крст часни и слободу златну -побједницима, „револуционарима“, који знају за поштовање Конвенције о ратним заробљеницима. О томе несвјесно признају и партизански извори, само што наравно неће да помињу убиство.
СТЕВО Борета је пошао на мјесто злочина неколико мјесеци након што је демобилисан. Било је то ризично, али, испоставиће се много касније и – корисно.– Пошао сам у Стари Бар, јер ми није било познато да постоји наређење које искључује тако нешто. Крај турских зидина, испред улаза, стајао је наоружани стражар. Питао ме куда сам намјерио и шта тражим по зидинама. Казао сам му да никада нисам био у старом граду, да желим да мало разгледам пошто сам се већ нашао ту. Повјеровао ми је… Видио сам утонућа у земљи гдје су се оцртавале двије јаме. Већа је била сасвим препознатљива. Добро сам све то осмотрио и запамтио. То је помогло да прецизно покажем јаме када смо послије 47 година вршили ексхумацију – испричао је Стево Борета.